# Levittown
Levittown è il nome di sette grandi complessi residenziali suburbani creati negli Stati Uniti d'America da William Levitt e dalla sua società Levitt & Sons, costruiti dopo la seconda guerra mondiale.

## Luoghi
- Levittown, nello stato di New York
- Levittown, in Pennsylvania
- Willingboro, in New Jersey - originariamente e comunemente noto Levittown
- Levittown, a Porto Rico
- Bowie, in Maryland
- Crofton, in Maryland
- Largo, in Maryland